# Fabrice Begeorgi
Fabrice Begeorgi (Martigues, Francia, 20 de marzo de 1987) es un futbolista francés. Juega de defensa y su equipo actual es el ES Fos de Francia.

## Clubes
| Club                      | País     | Año             |
| ------------------------- | -------- | --------------- |
| Olympique de Marsella     | Francia  | 2005-2006       |
| FC Libourne-Saint-Seurin  | Francia  | 2006-2007       |
| Amiens SC                 | Francia  | 2007-2008       |
| TuS Koblenz               | Alemania | 2008            |
| Werder Bremen B           | Alemania | 2009            |
| FC Istres                 | Francia  | 2009-2010       |
| AC Ajaccio                | Francia  | 2010-2013       |
| ES Uzès PdG               | Francia  | 2013-2014       |
| AC Ajaccio                | Francia  | 2014-2015       |
| Unió Esportiva Engordany  | Andorra  | 2016            |
| Inter Club d'Escaldes     | Andorra  | 2017            |
| Le Pontet                 | Francia  | 2017-2018       |
| Unió Esportiva Sant Julià | Andorra  | 2018-2019       |
| ES Fos                    | Francia  | 2019-Actualidad |